# Tipula loveridgei
Tipula loveridgei är en tvåvingeart som beskrevs av Alexander 1972. Tipula loveridgei ingår i släktet Tipula och familjen storharkrankar.
Artens utbredningsområde är Tanzania. Inga underarter finns listade i Catalogue of Life.